# کمای ایرانی
کمای ایرانی (نام علمی: Ferula persica) گونه‌ای گیاه گلدار از خانوادهٔ چتریان و بومی قفقاز و ایران است. این گیاه حاوی تعدادی از مهارکننده‌های ماتریکس متالوپروتئیناز است.